# Лазовики (Псковская область)
Лазовики (Лозовики) — деревня в Невельском районе Псковской области России. Входит в состав сельского поселения «Артёмовская волость».
Находится в 14 км к востоку от волостной деревни Борки на реке Шестиха.

## Население
Численность населения деревни на конец 2000 года составляла 19 жителей.